# Хлудов, Давид Иванович
Дави́д Ива́нович Хлу́дов (1822, Москва — 3 [15] апреля 1886, Москва) — русский благотворитель из купеческого рода Хлудовых, московский купец 1-й гильдии, статский советник, Егорьевский голова (1857—1861).

## Биография
Младший сын известного московского купца Ивана Ивановича Хлудова (1787—1835) родился в Москве в 1822 году. От брака с Меланьей Захаровной Щёкиной у него было 11 детей: старшие сыновья — Тарас, Савелий, Алексей, Назар и Герасим; дочь — Татьяна; скончались в младенчестве — Осип, Платон, Мария и Прокофий.
Давид Хлудов получил строгое религиозное образование и по достижении совершеннолетия присоединился к братьям в торговой деятельности. После того, как все его братья, женившись, разъехались, жил один в родительском доме на Швивой Горке, в приходе Космы и Демьяна Старого.
В 1857 году был избран городским головой в Егорьевске и в 1861 году вышел из дела. С этого времени начались его щедрые пожертвования на монастыри и церкви. В Егорьевске он заново отделал собор, в котором был церковным старостой, построил на погосте Крупинах (в Егорьевском уезде) новый каменный храм, перестроил Иоанно-Богословский Пощуповский монастырь и сделал ценные вклады в Ольгов монастырь и во многие церкви сел Рязанской епархии; в монастыри и церкви Московской епархии: заново отстроен Бобренев монастырь, сделаны пожертвования в Николо-Пешношский монастырь. Им были устроены несколько богаделен и начальных училищ при монастырях и церквах, а для призрения бедных детей духовенства Московской епархии в 1871 году он пожертвовал большой каменный дом на Ордынке.
С 1879 года — статский советник. За благотворительность был награждён орденами Св. Анны 2-й ст., Св. Владимира 3-й ст., Св. Станислава 2-й ст.
Умер в бедности в ночь на 3 апреля 1886 года. После отпевания, 6 апреля в Ризоположенской церкви, в приходе которой он жил с августа 1885 года, он был погребён в московском Покровском монастыре, где покоились его родители и уже умершие к тому времени родные братья.